# Sundsvalls rundradiostation

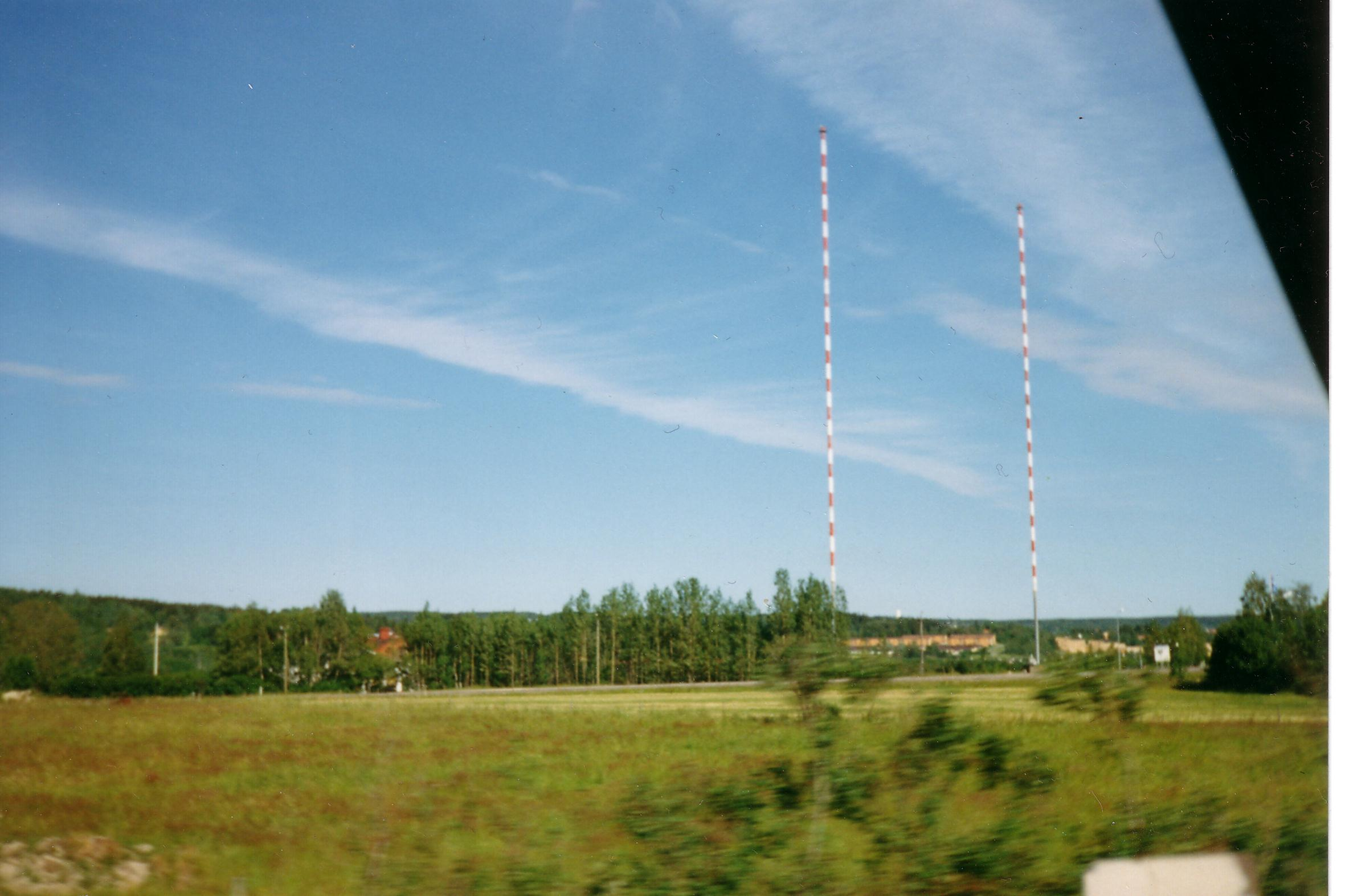
Mellanvågsmasterna i Sundsvall, 14 juli 1995.

Sundsvalls rundradiostation var en radiostation med två 215 meter höga master belägna 7 kilometer norr om Sundsvalls centrum i byn Ljusta, numera Östra Birsta, nära Sköns Kyrka. Mellanvågsändaren stod klar 1949 men på grund av besvärliga vinterförhållanden kunde inte stationen stå helt färdig förrän 1950. Under tiden användes en provisorisk mast. Stationen fick en uteffekt på 150 kW med två 215 meter höga rörmaster, liknande dem vid Östersunds Radiostation och vid Nackamasterna. Masterna var placerade med riktverkan och dämpning mot Sofia som man delade frekvens med. Stationen kom till i den utbyggnadsplan av AM-sändare som kom till efter andra världskriget. Först ut var Hörby kortvågsstation, sedan Sundsvall, Göteborgs Rundradiostation, Nacka, Östersund och sist ut Motala långvåg.

## Teknik
Masterna konstruerades, levererades och uppfördes av den västtyska ingenjörsbyrån J. Gollnow und Sohn i Düsseldorf. Sändarutrustningen kom från Standard Telephones and Cables Ltd i Storbritannien. Dagtid sändes SR P1 och från 1960-talet Melodiradion, senare SR P3 nattetid. Sändaren slets hårt under 1960-talet då den fick gå dygnet runt.

## Haveri
I början av 1970-talet var den stora sändaren på 150 kW i stort behov av byte. Man bedömde att det inte var lönt att reparera sändaren för de få år den skulle vara i fortsatt drift. Istället monterade man in en 10 kW-sändare från Marconi som fick gå till dess att stationen lades ned i mars 1978.

## Efter nedläggningen
År 1982 bjöds masterna ut för skrotning tillsammans med sin systerstation i Östersund men inget godtagbart anbud kom in. Istället fick masterna stå kvar och fungera som anordningar för mobiltelefonantennexperiment m.m. hos Telia. Vid kraftig blåst rör sig alltid stagade rörmaster på sig några grader, tillräckligt mycket för att spoliera vissa experiment. Allt som allt inkl. nedgrävt jordnät och stationshus upptog stationen 40 ha.
10 kW-sändaren fick stå kvar i Sundsvall men flyttades ned till Sölvesborg mellanvågsstation i slutet av 1980-talet för att spara på den stora sändaren vid utsändning av SR P1 dagtid och på så vis även spara pengar. I mitten av 1990-talet gick 10 kW-sändaren sönder före ett planerat sändarrörsbyte.

## Rivning
I december 1996 sprängdes båda masterna med 2½ kg dynamit på understa stagen. Vikten ovanför fick masterna att vika sig.

## Webbkällor
- Rundradions historia i Sverige